# Leptopelis anebos
Espèce
Leptopelis anebos est une espèce d'amphibiens de la famille des Arthroleptidae.

## Répartition
Cette espèce est endémique du Sud-Kivu en République démocratique du Congo. Elle se rencontre à Tumungu et à Bilimba de 1 897 à 2 227 m d'altitude dans les monts Itombwe.

## Publication originale
- Portillo & Greenbaum, 2014 : At the edge of a species boundary: A new and relatively young species of Leptopelis (Anura: Arthroleptidae) from the Itombwe Plateau, Democratic Republic of the Congo. Herpetologica, vol. 70, p. 100–119.